# Ataque de los Hombres Muertos
El Ataque de los Hombres Muertos, o Batalla de Osowiec, fue una batalla de la Primera Guerra Mundial que tuvo lugar en la Fortaleza de Osowiec, en el noreste de Polonia, el 6 de agosto de 1915.
La razón del nombre tiene su origen en la sangrienta y monstruosa apariencia de los combatientes rusos tras ser bombardeados por una mezcla de gases tóxicos, como cloro y bromo, por las fuerzas alemanas encargadas de acabar con los soldados que había dentro de la fortaleza. Los soldados, al no tener otra manera, ocuparon su propia ropa tapando sus narices para no morir, los soldados alemanes pasaron sobre ellos pensando que todos estaban muertos, pero se escuchó una bala que fue la señal para que se levantaran, tomaran sus rifles y acabaran con los soldados alemanes, por los gases estos se encontraban moribundos y escupiendo sangre. Debido a esto, al conflicto se le denominó con este nombre

## Batalla
Las tropas alemanas lanzaron una ofensiva frontal sobre la fortaleza a comienzos del mes de julio; Entre sus tropas se encontraban 14 batallones de infantería, 1 batallón de ingenieros, entre 24 y 30 piezas de armas de asedio y 30 baterías de artillería equipadas con gases tóxicos, dirigido por el Mariscal de Campo Paul von Hindenburg.
Las defensas rusas se componían por 500 soldados del 226º Regimiento de Infantería Zemlyansky, y 400 milicianos.
Los atacantes esperaron a las 4 de la madrugada del 6 de agosto para obtener condiciones meteorológicas favorables, y fue entonces cuando el ataque dio comienzo con un bombardeo de artillería regular junto con gas cloro. «El gas provocó que la hierba se ennegreciese y que las hojas se amarilleen, y los cadáveres de pájaros, ranas y otros animales e insectos yacían por doquier. El terreno parecía el infierno.»
Los rusos no tenían apenas máscaras de gas, y aquellas que tenían eran de pésima calidad, por lo que usaban sus camisetas como protección, muchas mojándolas en agua o en orina. El Subteniente Vladimir Kotlinsky, el soldado ruso de mayor rango militar superviviente al ataque inicial, agrupó al resto de supervivientes, quienes le eligieron al mando para la carga contra las tropas ofensivas.
Más de 12 batallones de la 11.ª División Landwehr, compuestos por más de 7000 hombres, avanzaron tras los bombardeos, esperando poca, si no nula resistencia. Sin embargo, se encontraron en una primera línea de defensa contra una contra-carga compuesta por los soldados supervivientes de la 13.ª Compañía del 226.º Regimiento de Infantería Zemlyansky.
Los soldados alemanes entraron en pánico tras la aparición de las fuerzas defensivas y de su apariencia, pues las tropas rusas tosían sangre e incluso partes de sus propios pulmones, pues el ácido clorhídrico formado por el gas cloro y la humedad misma de sus pulmones había comenzado a disolver su carne. Los alemanes retrocedieron, corriendo tan apresuradamente que cayeron en sus propias trampas de alambre.
Las cinco armas rusas que quedaron abrieron fuego a continuación sobre los alemanes que huían de la batalla.

## Legado
Varios grupos de música han dedicado canciones a la batalla, como la banda sueca de música metal Sabaton publicó una canción sobre esta batalla, titulada «The Attack of the Dead Men», en su álbum The Great War  o  también la cantante rusa Varya Strizhak (en ruso, Варя Стрижак), en la canción «Русские не сдаются!» (¡Los rusos no se rinden!) Un corto cinematográfico sobre la batalla se estrenó en 2018 llamado «Атака мертвецов: Осовец».